# Graham Bell (ski alpin)
Pour les articles homonymes, voir Graham Bell et Bell.
Graham Bell, né le 4 janvier 1966 à RAF Akrotiri, base militaire sur l'île de Chypre, est un skieur alpin britannique. Sa discipline de prédilection est la descente.

## Biographie
Frère de Martin Bell, aussi skieur de haut niveau et descendeur, il prend part à cinq éditions des Jeux olympiques entre 1984 et 1998, se classant au mieux 23e de la descente en 1988 à Calgary et 1998 à Nagano. 
Bell participe à trois éditions des Championnats du monde entre 1993 et 1997.
Dans la Coupe du monde, il obtient son meilleur résultat en 1988 à Leukerbad avec une dixième place à la descente.

## Palmarès

### Jeux olympiques
| Épreuve / Édition | Sarajevo 1984 | Calgary 1988 | Albertville 1992 | Lillehammer 1994 | Nagano 1998 |
| Descente          | 32e           | 23e          | 33e              | 26e              | 23e         |
| Super G           |               | 35e          | 52e              | 31e              |             |
| Slalom géant      |               | Abandon      |                  |                  |             |
| Combiné           |               |              | 27e              |                  |             |

### Coupe du monde
- Meilleur classement général : 89e en 1989.
- Meilleur classement en descente : 31e en 1989.
- Meilleur résultat : 10e.